# Irene Greif
Irene Greif   (c. dècada del 1940) és una informàtica americana i una pionera en el camp del Treball cooperatiu assistit per ordinador (CSCW amb les sigles en anglès). Va ser la primera dona a doctorar-se en informàtica a l'Institut tecnològic de Massachusetts (MIT en anglès) .

## Biografia
Va assistir as Hunter Institut Universitari abans de llicenciar-se al MIT. El 1975, Greif esdevindrà la primera dona doctorada en informàtica al MIT; en aquell mateix any, va publicar el seu primer Model d'Actors.
Fou professora d'informàtica a la Universitat de Washington abans de retornar a MIT com a professora d'informàtica i enginyera elèctrica (1977–87). Al 1984, Greif i Paul Cashman va encunyar el terme "treball cooperatiu assistit per ordinador", amb l'acrònim anglès CSCW, a un taller interdisciplinari a Cambridge a Massachusetts als EUA. Preferint la recerca a l'ensenyament, va deixar l'acadèmia al 1987 per unir-se a l'equip de Lotus, on va dirigir el grup de Disseny del Producte, on va acabar creant el grup de Recerca del Lotus el 1992. Després que Lotus va ser adquirit per IBM, esdevingué una associada a IBM i fou directora d'experiències col·laboratives d'usuaris en el Centre de recerca Thomas J. Watson. Greif És associada de l'Acadèmia americana d'Arts i Ciències (AAAS) i també de l'Associació de maquinària computacional (ACM en anglès); així com membre de l'Acadèmia Nacional d'Enginyeria.